# Operacija Valkira (2008.)
Operacija Valkira (eng. Valkyrie) povijesni je triler iz 2008. radnjom smješten u nacističku Njemačku tijekom Drugog svjetskog rata. Film prikazuje Srpanjsku urotu njemačkih vojnih časnika čiji je cilj bilo ubojstvo Adolfa Hitlera i pokretanje Operacije Valkira za izvršenje nacionalnog plana za preuzimanje vlasti. Film je režirao Bryan Singer u produkciji United Artistsa, a u glavnoj se ulozi pojavljuje Tom Cruise kao pukovnik Claus von Stauffenberg, jedan od glavnih urotnika. U ulogama ostalih zavjerenika pojavljuju se Bill Nighy, Eddie Izzard, Terence Stamp i Tom Wilkinson.
Cruiseov angažman izazvao je kontroverze među njemačkim političarima i članovima von Stauffenbergove obitelji jer glumac prakticira scijentologiju, koja se u Njemačkoj smatra totalitarnom organizacijom. Njemačke novine i filmaši su poduprli film kako bi se u svijetu raširila svijest o von Stauffenbergovoj zavjeri. Producenti isprva nisu uspijevali izgraditi filmske lokacije u Njemačkoj zbog kontroverzi, ali im je poslije dopušteno snimanje na pripadajućim lokacijama, kao što je berlinski povijesni Bendlerblock.
Film je nekoliko puta mijenjao datume premijere, od 27. lipnja 2008. do 14. veljače 2009. Izmjena kalendara i slabi odaziv na prvotnu marketinšku kampanju United Artistsa izazvali su kritike o stručnosti studija. Nakon pozitivnog testnog prikazivanja, premijera Operacije Valkira u Sjevernoj Americi konačno je zakazana za 25. prosinca 2008. United Artists je izmijenio svoju marketinšku kampanju kako bi reducirao njen fokus na Cruisea i naglasio pristunost redatelja Singera. Film je u Sjedinjenim Državama popraćen podijeljenim kritikama. 22. siječnja 2009. počeo se prikazivati u Njemačkoj, gdje su izvještaji o reakcijama Nijemaca podijeljeni. Operacija Valkira do danas je zaradila 80 milijuna dolara u Sjedinjenim Državama i Kanadi, a ukupno 175 milijuna dolara.

## Radnja
Tijekom Drugog svjetskog rata pukovnik Wermachta Claus von Stauffenberg biva teško ranjen u Tunisu pa ga prebacuju kući u nacističku Njemačku. U međuvremenu, general bojnik Henning von Tresckow pokušava ubiti Adolfa Hitlera prokrijumčarivši bombu u Führerov privatni avion. No, bomba ne eksplodira, a Tresckow je uspijeva izvući i sakriti svoje namjere. Nakon što je saznao da je Gestapo uhitio bojnika Hansa Ostera, naređuje generalu Olbrichtu da pronađe zamjenu. Nakon što je regrutirao von Stauffenberga u njemački pokret otpora, Olbricht ga dovodi na sastanak tajnog odbora koji je prije pokušavao ubiti Hitlera. Članovi uključuju generala Ludwiga Becka, Dr. Carla Goerdelera i Erwina von Witzlebena. Pukovnik se iznenadi nakon saznanja kako ne postoje planovi za Hitlerovo ubojstvo.
Nakon bombardiranja Berlina, on predloži Operaciju Valkira, koja uključuje pregrupiranje rezervne vojske u stanje pripravnosti u slučaju nacionalne krize. Zavjerenici oprezno sastavljaju plan kako onesposobiti nacistički režim nakon ubojstva Hitlera. Shvativši kako samo general Fromm, zapovjednik rezervne vojske može pokrenuti Valkiru, ponude mu poziciju zapovjednika Wermachta u post-nacističkoj Njemačkoj i regrutiraju ga u pokret. Kako prepravljeni plan treba potpisati i sam Hitler, von Stauffenberg posjećuje Führera na njegovu imanju u Berghofu u Bavarskoj. U prisutnosti njegova najbližeg kruga suradnika, Hitler pohvali von Stauffenbergovo herojstvo u Sjevernoj Africi i potpiše plan bez pregledavanja promjena.
Na Goerdelerovo inzistiranje, von Stauffenbergu biva zapovjeđeno da ubije i Hitlera i zapovjednika SS-a Himmlera u bunkeru Vučja jazbina. Na posljednjem brifingu, pukovnik Mertz von Quirnheim daje upute članovima odbora kako upotrijebiti detonatore. Von Stauffenberg kontaktira i generala Fellgiebela, koji kontrolira sve komunikacije u Vučjoj jazbini, kako bi prekinuo sve komunikacija nakon što bomba eksplodira. 15. srpnja 1944., von Stauffenberg dolazi na strateški sastanak u Vučju jazbinu s bombom u aktovci, ali kako Himmler nije prisutan na sastanku, von Stauffenberg odluči ne poslušati dopuštenje vođa odbora da ipak detonira bombu nego pričeka završetak sastanka. U međuvremenu, Olbricht mobilizira rezervnu vojsku, što nije poznato Frommu. Bez poduzetih poteza, von Stauffenberg se oprezno izvuče sa sastanka s bombom iz bunkera, a rezervna vojska dobiva zapovijed da se povuče uz objašnjenje kako se radilo o vježbi. Razjareni von Stauffenberg ode do odbora kako bi protestirao zbog neodlučnosti i optuži Goerdelera, koji je izabran za kancelara nakon puča, za šeprtljavost. Nakon što Goerdeler zatraži da se von Stauffenberga makne sa zadatka, Beck ga obavijesti kako ga traži SS i zamoli ga da smjesta napusti zemlju.
20. srpnja 1944., von Stauffenberg i njegov ađutant poručnik Haeften vraćaju se u Vučju jazbinu. Von Stauffenberg na svoje zaprepaštenje shvati da se sastanak održava u ljetnoj vojarni s otvorenim prozorima, iako su zavjerenici namjeravali detonirati bombu u bunkeru bez otvora kako bi se nanijela maksimalna šteta. Dok ađutant čeka u autu za bijeg, von Stauffenberg ostavlja aktovku na sastanku. S namještenom bombom, von Stauffenberg napušta vojarnu i odlazi prema autu. Nakon što bomba eksplodira, von Stauffenberg biva uvjeren kako je Hitler mrtav i napusti Vučju jazbinu. Prije prekida komunikacija, Fellgiebel nazove Mertza kako bi mu rekao za eksploziju, ali mu ne uspijeva jasno reći je li Hitler mrtav ili ne.
Dok se von Stauffenberg vraća u Berlin, Olbricht odbija mobilizirati rezervnu vojsku dok bez dvojbe ne sazna da je Hitler mrtav. Iza Olbrihctovih leđa, Mertz krivotvori njegov potpis i izda zapovijedi. S pokrenutom Operacijom Valkira, von Stauffenberg i ostali zavjerenici naređuju uhićenje vođa nacističke stranke i SS časnika te počnu preuzimati kontrolu nad glavnim institucijama u Berlinu što će im omogućiti preuizmanje kontrole nad cijelim Reichom. Do Berlina počnu dopirati glasine kako je Hitler preživio eksploziju, ali ih von Stauffenberg odbaci kao propagandu SS-a. U međuvremenu, Fromm saznaje od feldmaršala Keitela da je Hitler živ. General se odbije pridružiti zavjeri, nakon čega ga uhite. Nakon što Hitler telefonski naziva rezervnu vojsku, časnici SS-a bivaju pušteni, a zavjerenici zarobljeni unutar Bendlerblocka. Osoblje sjedišta počne bježati, ali vođe bivaju uhićeni. Većini im se sudi nakon čega ih pogubljuju, dok neki izvršavaju samoubojstvo. Von Stauffenberg vikne "Neka dugo živi sveta Njemačka!" nakon čega ga ubija streljački vod.

## Glumci
Tom Cruise se pojavljuje u ulozi pukovnika Clausa von Stauffenberga, pukovnika Wehrmachta koji je odigrao instrumentalnu ulogu u zavjeri protiv Adolfa Hitlera. Bryan Singer smatrao je von Stauffenberga "velikim humanistom", rekavši: "Shvaćao je svoju ulogu pukovnika, ali je isto tako shvaćao da nacisti rade užasne, užasne, užasne stvari." Nakon što je režirao Superman: Povratak, Singer je usporedio Stauffenbergov dvojni identitet kao odanog pukovnika i zavjerenika sa Supermanom i njegovim civilnim identitetom u obliku Clarka Kenta. Cruise je htio raditi sa Singerom još otkad su se upoznali na premijeri Nemoguće misije, a glumca je privukla i pozadina scenarija, istina koja ga je iznenadila. Glumac je opisao von Stauffenbergovo junaštvo: "Na to mislim u smislu onoga što [von] Stauffenberg predstavlja. On je bio netko tko je shvatio da mora poduzeti korake koji će ga na kraju koštati života... Shvatio je što je na kocki." Cruise je smatrao kako se von Stauffenberg nije zamišljao junakom. Glumac se pripremao za ulogu osam mjeseci unajmivši istraživača, proučavajući povijesne knjige i razgovarajući s nekim članovima von Stauffenbergove obitelji. Kako je von Stauffenberg izgubio lijevo oko, desnu ruku i dva prsta na svojoj lijevoj ruci u napadu Saveznika u Tunisu, Cruise je glumio iste nedostatke kako bi vježbao odijevanje, pomicanje stvari i pisanje. Isprva mu je bilo teško nositi povez za oko, ali je uvidio kako je von Stauffenberg morao živjeti s tim.
Ostatak glumačke postave čine:
- Kenneth Branagh kao general bojnik Henning von Tresckow.[7] Branagh se fizički razlikovao od pravog Tresckowa, koji je ćelavio, ali je Singer rekao, "Ako gledate Tresckowljevu energiju, nije imao iskrenost koju ima Branagh."[8]
- Bill Nighy kao general Friedrich Olbricht.[7] Nighy je angažiran zbog simpatične kvalitete, tako da Olbricht ne bi bio "žrtveni jarac". Nighy je htio dočarati Olbrichta podijeljenog između prigovaranja Hitlerovu režimu i stvarnog poduzimanja nečega po tom pitanju.[4] Glumac je opisao svoj portret: "Jedna od najneugodnijih zamislivih stvari je obući nacističku uniformu. Tako je povezana sa zlom da mi je bilo potrebno nekoliko dana kako bih se naviknuo na kostim."[9]
- Terrence Stamp kao general pukovnik Ludwig Beck.[7] Singer se sastao sa Stampom kako bi razgovarali o ulozi u X-Men, jer mu se divio zbog uloge Generala Zoda u Supermanu II. Stamp je kao dijete osjetio bombardiranje Britanije pa je pomogao Singeru da postavi scenu gdje se von Stauffenberg skriva od Savezničkog bombardiranja.[10] Glumac je opisao svoj pristup portretiranju Becka: "Mora postojati neka vrst rasuđivanja, pa zato kad igram zlikovce, oni zapravo ne misle da su zlikovci."[2]
- Tom Wilkinson kao general pukovnik Friedrich Fromm, zapovjednik njemačke rezervne vojske. Wilkinson je angažiran kako bi učinio perfidnog Fromma sućutnijom.[4]
- Carice van Houten kao von Stauffenbergova žena, Nina Schenk Gräfin von Stauffenberg. Producenti su bili impresionirani njenom izvedbom u Crnoj knjizi i tvrdili kako može odigrati snažnu ulogu s minimalnim dijalogom. Scenarist Nathan Alexander razgovarao je s von Stauffenbergovim rođacima i istaknuo da, iako Nina i Claus nikad izravno nisu razgovarali o zavjeri, "bilo je to na neki način sve o čemu su razgovarali."[4]
- Kevin McNally kao Dr. Carl Friedrich Goerdeler, njemački političar koji namjerava postati kancelar Njemačke nakon uspješnog puča.
- David Schofield kao Erwin von Witzleben, umirovljeni feldmaršal i jedan od zavjerenika.
- Christian Berkel kao pukovnik Albrecht Ritter Mertz von Quirnheim, zavjerenik stručnjak za eksplozive.
- Jamie Parker kao poručnik Werner von Haeften, von Stauffenbergov ađutant koji pomaže pukovniku izvršiti plan.
- Eddie Izzard kao general Erich Fellgiebel, njemački časnik odgovoran za komunikacije u Hitlerovoj Vučjoj jazbini.
- David Bamber kao Adolf Hitler.
- Thomas Kretschmann kao bojnik Otto Ernst Remer, zapovjednik bojne rezervne vojske. Kretschmann je bio originalni izbor za ulogu von Stauffenberga prije nego što se Singer pridružio produkciji, kad je McQuarrie namjeravao režirati film.[11]
- Harvey Friedman kao Dr. Joseph Goebbels, član Hitlerova užeg kruga suradnika.
- Kenneth Cranham kao feldmaršal Wilhelm Keitel, zapovjednik OKW-a i član Hitlerova užeg kruga.
- Matthias Freihof kao Heinrich Himmler, zapovjednik Schutzstaffela i član Hitlerova užeg kruga.

Gerhard Haase-Hindenberg pojavljuje se kao Hermann Göring, Anton Algrang kao Albert Speer, Werner Daehn kao bojnik Ernst John von Freyend, Waldemar Kobus kao Wolf-Heinrich Graf von Helldorf, Tom Hollander kao pukovnik Heinz Brandt, Helmut Stauss kao Dr. Roland Freisler, a Matthew Burton kao general potpukovnik Adolf Heusinger. Patrick Wilson originalno je angažiran za film, ali je odustao zbog preklapanja u rasporedu i drugih neodređenih razloga. Stephenu Fryu je ponuđena uloga u filmu, ali nije bio u mogućnosti sudjelovati.
Neki od nenjemačkih glumaca isprva su eksperimentirali s njemačkim naglascima, ali je Singer odbacio tu ideju, uputivši ih da vježbaju neutralne naglaske koji "neće odvlačiti pozornost od priče".

## Produkcija

### Razvoj
Christopher McQuarrie posjetio je Berlin 2002. dok je istraživao za drugi projekt i posjetio spomenik von Stauffenbergu u Bendlerblocku. Istražujući Srpanjsku urotu, bio je dirnut i fasciniran činjenicom da su zavjerenici bili potpuno svjesni onoga što će se dogoditi ako ne uspiju u svom naumu, pa je htio da priča postaje još poznatija. Kontaktirao je Nathana Alexandera za pisanje scenarija, a Alexander je počeo istraživati za projekt. McQuarrie je pokušao oblikovati priču prema TV filmu iz 2001. Zavjera, koji je opisivao Konferenciju u Wanseeu na kojoj su nacisti planirali Konačno rješenje. Htio je i režirati film, sve dok nije shvatio kako će se financije oigurati jedino u slučaju ako Bryan Singer preuzme redateljsku palicu.
Nakon što je Singer dovršio tri velike produkcije X-Men (2000.), X2 (2003.) i Superman: Povratak (2006.), tražio je manji projekt prije preuzimanja s vremenom otakazanog nastavka filma Superman: Povratak. Singer i McQuarrie često su snimali filmove o Drugom svjetskom ratu u svojim dvorištima dok su odrastali u New Jerseyju, a Singer se kasnije bavio nacistima u filmovima Savršeni učenik i X-Men. Singer je čuo za urotu početkom osamdesetih kad je njegova majka u Bonnu upoznala Freyu von Moltke, udovicu Helmutha von Moltkea, osnivača pokreta otpora Kreisovski krug. Nakon saznanja za McQuarriejev i Alexanderov scenarij i preuzimanja režije, Singer je pročitao Uspon i pad Trećeg Reicha Williama L. Shirera kako bi bolje shvatio nacistički politički establišment, te se susreo s jednim od Hitlerovih tjelesnih čuvara, Rochusom Mischom, koji je bio posljednja osoba koja je napustila bunker gdje je Hitler počinio samoubojstvo. Kreativni tim shvatio je dvoznačnost istinske von Stauffenbergove motivacije, ali Singer i McQuarrie prosudili su kako se radi o časnom čovjeku samo po tome što je učinio. Iako je McQuarrie tražio da Operacija Valkira bude slična Zavjeri, Singer je imao veće ambicije za film, tražeći da bude više od "staraca u sobama koji nešto pričaju". Singer se prisjetio svoje odluke: "Prava priča imala je sve elemente za triler o atentatu... Znao sam ako budem u stanju zadržati koncentraciju publike na von Stauffenberga, na njegovu misiju, sve će teći glatko te će biti manje opterećeni povijesnim stvarima."
McQuarrie je predložio da odnesu projekt partnerima u United Artistsu Pauli Wagner i Tomu Cruiseu, koji su smjesta u ožujku 2007. pristali financirati film. Singer je ponudio Tomu Cruiseu glavnu ulogu, što je ovaj prihvatio. Cruiseu je dana slika von Stauffenberga na kojoj je glumac primijetio sličnosti u svojem profilu s njemačkim pukovnikom, što ga je privuklo ulozi. Redatelj i scenarist isprva su zamišljali Operaciju Valkira kao "mali" film s budžetom ispod 20 milijuna dolara te da će biti dovršen u roku od nekoliko mjeseci, ali je Cruiseov interes za ulogu von Stauffenberga pokazao Singeru kako bi mogao povećati zanimanje publike za film, a samim time i podignuti budžet. Budžet filma tada je povećan na 60 milijuna dolara. Redatelj ga je namjeravao nazvati Operation Valkyrie, ne želeći koristiti akcijski naslov. Naslov filma na engleskom na kraju je postao Valkyrie jer je Singer smatrao da je film više od operacije, a svidjela mu se povezanost s Wagnerovom glazbom.
Njemačko Ministarstvo obrane isprva je odbilo producentima dati pravo na snimanje u Bendlerblocku, objasnivši kako se mjesto mora smatrati "mjestom sjećanja i oplakivanja" koje bi "izgubilo dignitet ako se iskoristi kao filmski set". Policijska uprava odbila je i zahtjev za snimanjem u berlinskoj policijskoj postaji, navevši kao razlog kontraefekt koji bi bio nanešen ustanovi. Njemačka vlada s vremenom je promijenila odluku i dopustila snimanje u Bendlerblocku. Glasnogovornik United Artistsa rekao je kako su "veoma zahvalni" na odluci, rekavši "lokacija nam je uvijek bila važna simbolički, kreativno i zbog povijesne autentičnosti" te da je kompanija održavala intenzivne kontakte s njemačkom vladom kako bi raščistili svaki nesporazum oko prirode filma. Spomenik njemačkom pokretu otpora također je pomogao producentima dopustivši im da pristupe njihovim materijalima i dokumentima. Njemačka vojna raskoš oblikovana je prema uzoru na snimljeni materijal i savjete vojnih savjetnika.

### Scenarij
McQuarrie i Alexander istraživali su račune, fotografije, izvatke iz novina i tekstove iz prve ruke. Istraživali su i arhiv Gestapa i SS-a, kao i organizacija koje su bile veoma točne u rekonstruiranju događaja urote. Stvorena je kronologija događaja, prema kojoj su McQuarrie i Alexander osmislili scenarij. Nakon što je produkcija počela u Berlinu, scenaristi su bili u mogućnosti posjetiti lokacije i upoznati rođake urotnika; ovi sastanci bili su izvor informacija prema kojima je izmjenjivan scenarij tijekom snimanja.
Prvotne scene von Stauffenberga u Tunisu napisane su kako bi se omogućio povijesni kontekst za ostatak filma. Scene su napisane s namjerom komuniciranja kompleksnosti situacije - uključujući reference na holokaust - bez da bude preočito. Scenaristi su htjeli i evocirati duh pokreta otpora i izraziti neodobravanje njemačkih časnika. McQuarrie i Alexander pokušali su uključiti scene von Stauffenbergova svjedočenja užasima, ali kako je on bio časnik za nabavu bio je jako malo izložen onome što se događalo. Imali su i problema s portretiranjem Hitlera, a tijekom istraživanja njegovih govora mučili su se kako bi našli onaj u kojem govori najužasnije stvari.

### Snimanje
Snimanje je započelo 18. srpnja 2007. u Berlinu. Produkcija filma procijenjena je budžetom od 80 milijuna dolara, s tim da su dvije trećine trebale biti utrošene u Njemačkoj. Njemački federalni filmski fond pridodao je 4.8 milijuna eura (6.64 milijuna dolara) United Artistsu za pomoć pri produkciji. Producenti su dobili dopuštenje za snimanje u Columbia Hausu Zračne luke Tempelhof, bivšem nacističkom zatvoru za političke zatvorenike. Produkcija je uključivala i planove iz Drugog svjetskog rata s naslikanim svastikama sa strane što je bila redovna praksa u zračnom prostoru iznad Brandenburga. Za film je izgrađeno oko 70 setova. Producenti su snimali i na lokaciji bivšeg Ministarstva zrakoplovstva Reicha i ispred kuće u kojoj je von Srauffenberg boravio s bratom.
Replika Hitlerove Vučje jazbine izgrađena je 60 kilometara južno od Berlina, iako je stvarna lokacija sjedišta bila u današnjoj Poljskoj. Gradila se 12 tjedana. Snimanje se odvijalo i u nekim kućama koje su korištene kako bi se 1944. sakrile bombe. Interijer Hitlerove bavarske rezidencije Berghof također je repliciran u filmu korištenjem filmskog materijala Eve Braun i dizajniranjem modela namještaja koje su posjedovali kolekcionari. Produkcija je koristila i nacističke ostatke, uključujući namještaj korišten u Ministarstvu zrakoplovstva i predmete koji su nekad ukrašavali Hitlerov stol. Nacistički simboli, koji su strogo zabranjeni u Njemačkoj, također su korišteni na nekoliko lokacija, a iako su producenti upozoravali lokalno stanovništvo, prolaznik koji je svjedočio korištenju svastika tijekom snimanja u Berlinu podnio je službenu pritužbu gradu. Slične tužbe stigle su i na adrese vlasnika lokacija koje su trebale prikazivati nacistička obilježja u svrhe produkcije filma. Snimanje se odvijalo i u Babelsberg Studios. Tijekom snimanja 19. kolovoza 2007. jedanaest ljudi je ozlijeđeno kad se stara bočna oplata s kamiona slomila tijekom vožnje, s tim da je jedna osoba hospitalizirana. Tražili su 11 milijuna dolara kompenzacije, odbivši nagodbu koju je ponudio studio.
Prije snimanja von Stauffenbergova pogubljenja u Bendlerblocku, prema riječima glumca Christiana Berkela, Tom Cruise je predvodio glumce i ekipu u minuti šutnje "iz poštovanja prema mjestu i životnom postignuću ovih ljudi koji su pogubljeni ovdje". Nakon što je snimanje scene dovršeno, snimka je poslana na doradu u post-produkcijski proces u Njemačkoj. U razvoju je slučajno korištena pogrešna kemikalija pa je film oštećen, a ekipa je morala tražiti dozvolu od vlade da ponovno snima scene. Dopuštenje je dobiveno, a glasnogovornik filma je rekao kako raspored i budžet nisu poremećeni.
Singer i snimatelj Newton Thomas Sigel izabrali su različite stilove za odvojene dijelove filma. Elegantni pokreti kamerom kao što je kran korišteni su dok se sprema plan za atentat na Hitlera, a druga polovica je odrađena na manje smireniji način dok se prikazuje kako se hvataju urotnici. Boje u filmu također postaju intenzivnije kako priča napreduje. Sigel se fokusirao na crvenu, boju nacističke zastave, za koju je smatrao kako predstavlja nasilje njihove ideologije. Singer se u potrazi za inspiracijom okrenuo trilerima četrdesetih i kućnim filmovima koje je snimala Eva Braun. Snimanje noćnih scena bilo je teško jer je prikazivanje povijesne točnosti zahtijevalo pomračenja. Sigel je istaknuo kako su u stvarnom životu automobilska svjetla služila streljačkom vodu za ciljanje i pogubljenje urotnika u Bendlerblocku. Singer je odlučio snimati omjerom 1:85, a kako se snimanje odvijalo u Njemačkoj, redatelj je koristio Arriflex kamere sa Zeiss lećama.
Scena bitke u Tunisu koja otvara film bila je posljednja veća snimljena sekvenca. Producenti su htjeli izbjeći eventualnu von Stauffenbergovu motivaciju da želi ubiti Hitlera zbog svojih ozljeda koje je pretrpio u bitki. U listopadu 2007. su dobili grubu verziju, a između toga i lipnja 2008., održano je nekoliko testnih prikazivanja bez sekvence bitke. U lipnju 2008., producenti su shvatili kako bez scene bitke neće biti moguće uokviriti likove. Singer je tražio lokacije po Jordanu i Španjolskoj, ali kandidati nisu ispunjavali estetske i ekonomske kriterije. Pustinja Cougar Buttles u Kaliforniji na kraju je izabrana kao zamjena za Tunis. Kako su budžetom osigurani vizualni efekti koji bi omogućili da von Stauffenbergove ozljede izgledaju realno, nije ostalo dovoljno sredstava za kompjuterski generirane snimke aviona lovaca. Singer je umjesto toga u ratnoj sekvenci koristio dva P-40 Warhawka. Budžet se povećao zbog snimanja u Njemačkoj, ponovne gradnje setova i izgubljenih dana za snimanje, ali njemačke porezne olakšice su spasile situaciju. Studio je izvijestio da konačni budžet produkcije iznosi 75 milijuna dolara, ali rivalski studiji su smatrali kako se radi o iznosu bližem 90 milijuna dolara.

### Vizualni efekti
Vizualne efekte za film kreirao je Sony Pictures Imageworks, koji je surađivao s Bryanom Singerom na Superman: Povratak. Dva glavna cilja bila su točno prikazati von Stauffenbergove ozljede i kreirati izgled Berlina iz 1943. Uz mnoge eksplozije i kaskaderske scene izvedene praktično, većina od 800 kompjuterski generiranih efekata korišteno je kako bi se prikazale von Stauffenbergove ozljede. Dizajnirana je digitalna verzija Cruiseove ruke, a stručnjaci za digitalne efekte rotoskopirali su ruku u svakom potrebnom trenutku kako bi se izbrisali prsti koji nedostaju. Uz mnoge krupne planove von Stauffenbergove ruke s nestalim prstima, ozljede su tako strukturirane da izgledaju kao stvarni ožiljci, djelomično temeljeni na kirurškim operacijama iz 1943. Cruise je pitao za savjet kako najbolje kretati svoje ruke da bi se vizualni efekti mogli lakše primijeniti, ali neki izazovi, kao što je von Stauffenbergovo odijevanje, bili su nezamjenjivi. Prema nadzorniku specijalnih efekata Richu Hooveru, "Iz povijesnih zapisa smo znali da von Stauffenberg nije zabijao ruke u džepove kako bi pokušao prikriti svoje ozljede."
Za sekvencu bitke u Sjevernoj Africi, korištena su dva prava P-40 Warhawka uz njihova dva digitalno stvorena klona. U scenama koje prikazuju eskadrone vojnika, nisu korišteni digitalni statisti; umjesto toga je klonirana fotografija pravog eskadrona. Sony Pictures Imageworks je digitalno proširio detalje na virtualnim i pravim lokacijama. Eksterijer Hitlerove bavarske rezidencije Berghof je digitalno stvoren jer je od originalne građevine ostalo jako malo, a kreacija je postavljena u kadar skijaškog područja u Austriji. U samom Berlinu, gradski su službenici pomogli smanjiti potrebu za vizualnim efektima uklanjanjem električnih stupova i moderne rasvjete preko vikenda kad se odvijalo snimanje i ponovnim postavljanjem iste početkom sljedećeg tjedna.

### Montaža i glazba
Kao što je to bio slučaj s prijašnjim suradnjama s Bryanom Singerom na Privedite osumnjičene, Superman: Povratak i X2, montažer i skladatelj John Ottman je montirao film bez popratne pjesme, naglasivši kako film dobro funkcionira bez glazbe. Kako Operacija Valkira vuče svoju inspiraciju iz filmova o Drugom svjetskom ratu kao što su Veliki bijeg (1963.), U orlovu gnijezdu (1968.), Patton (1970.) i Midway (1976.), producenti su isprva imali verziju gdje su naslovne kartice predstavljale likove i njihove uloge. Kad je verzija testno prikazana američkoj publici, naslovne kartice maknute su zbog prigovora da postoji previše likova koje treba pratiti.
Ottman je rekao kako je izazov bio stvoriti tenziju iz scena dijaloga pa je često preoblikovao scene kako bi to postigao: neki su trenuci izrezani iz filma. Povijesna točnost bila je ograničavajući element za Ottmana u reorganiziranju scena, ali je izabrao na koje će se rečenice i krupne planove fokusirati. Ottman je rekao kako mu je najteže bilo izrezati scenu gdje von Stauffenberg pleše sa svojom ženom jer se veselio prilici da je uglazbi.
Originalno je planirao skladati mininalnu količinu glazbe za film, ali je shvatio kako unatoč teškoj naravi dijaloga u filmu, film treba glazbu da stvori atmosferu trilera. Ottman je opisao novi pristup: "Vrlo je sličan onom iz filma Privedite osumnjičene - kako bi se zadržala tenzija na sceni s puno dijaloga, morali smo se osloniti na mnogo glazbe. Ali glazba je odrađena na pulsirajući, subliminalni način. To nije objašnjavajuća glazba, više je kao puls koji otkucava tokom cijelog filma." Singer je dodao imaginarni metronom, "koji je počinjao otkucavati samo" kad smo gledali scene gdje je tempo postajao brži. Imao je određenu temu koju je htio za film, koja je bila modernija od "The Winds of War" za koju je očekivao da će je Ottman skladati. Dovršena glazba imala je neke perkusijske elemente i nekoliko puhačkih instrumenata, ali ne i doboš ili trube, što su bile konvencije koje su Singer i Ottman htjeli izbjeći.
Ottman je morao skladati glazbu za sjevernoafričku bitku prije nego što je scena snimljena, jer je rezervacija za snimanje filmske glazbe teška. Iako je shvatio kako skladanje glazbe prema scenariju rezultira predugim skladbama, smatrao je kako je glazba za sekvencu ispala dobro. Skladba za odjavnu špicu filma, "They'll Remember You", je originalna kompozicija, ali su stihovi temeljeni na poemi "Noćna pjesma lutalice" njemačkoj pjesnika Johanna Wolfganga von Goethea. Završna pjesma nazvana "Long Live Sacred Germany" inspirirana je Stavkom za gudače Samuela Barbera, u smislu kako neće zvučati kao filmska glazba načinjena za svaki trenutak u sceni, ali da će i dalje pristajati uz ono što se događa. Ottman je opisao originalnu verziju skladbe kao "tromiunutno zujanje koje sam usporio s dva tuvanska harmonična pjevača, a cijela stvar je užasno mračna, morbidna skladba koja vas ostavlja hladnima." Ottman je skladao metalski motiv za Hitlera, koji je stvoren niskim gudačkim tonovima i klavirskim klasterom.

## Reakcija Nijemaca na produkciju
U lipnju 2007., prije produkcije, glasnogovornik njemačkog Ministarstva obrane rekao je kako snimanje Operacije Valkira neće biti dopušteno na vojnim lokacijama u zemlji ako će protagonista pukovnika Clausa von Stauffenberga glumiti Tom Cruise, zbog glumčeve privrženosti scijentologiji, koju njemačke vlasti smatraju opsanim kultom. Glasnogovornik je indicirao kako ministarstvo do tog trenutka nije primilo službene zahtjeve za snimanje od producenata Operacije Valkira. Sin pukovnika von Stauffenberga također je izrazio zabrinutost zbog Cruiseove uloge njegova oca, rekavši kako se neće protiviti produkciji filma, ali se nadao kako će Cruise odustati od uloge. "Bojim se da će od projekta ispasti samo užasan kič. Suđeno mu je da bude smeće", rekao je Berthold Maria Schenk Graf von Stauffenberg. "Cruise bi se trebao okaniti mog oca." Kasnije tog mjeseca, ministarstvo je promijenilo mišljenje i poželjelo dobrodošlicu produkciji filma. Prvotne kontroverze navodno su potekle od njemačke članice parlamenta Antje Blumenthal, stručnjakinje za kultove Kršćanske demokratske unije (CDU) i poznate oponentice scijentologije, koja je tvrdila kako ju ju njemački ministar obrane uvjerio da film neće biti sniman u zemlji. Osim toga, Cruisea su napadali mlađi političari kao što je Rudolf Köberle, državni tajnik za unutarnje poslove u državi Baden-Württemberg, koji je također naveo Cruiseovu povezanost sa scijentologijom. Thomas Gandow, glasnogovornik Evangeličke crkve u Njemačkoj, rekao je kako će Cruiseova uključenost u film "imati neke propagandne prednosti za scijentologiju kao što je to bio slučaj s Olimpijadom 1936. za naciste" te usporedio glumca s nacističkim ministrom propagande Josephom Goebbelsom.
| "Neki iz obitelji su istupili u javnost jer smatraju kako priča neće biti pravedno prenesena, a drugi jer ne misle kako je casting idealan, ali ja se u potpunosti ne slažem, posebno nakon što sam upoznao Toma i vidio kako pristupa ulozi s toliko profesionalizma. Mislim da je većina obitelji znatiželjna vidjeti dovršeni film."— Philipp von Schulthess, unuk pukovnika von Stauffenberga, rujan 2007. |

Film je naišao na lokalnu potporu u Njemačkoj. Redatelj Florian Henckel von Donnersmack smatrao je kako će Cruiseova uključenost promovirati zaboravljenu priču, a stari njemački glumac Armin Mueller-Stahl također je izrazio potporu produkciji. Unuk pukovnika von Stauffenberga, koji se pojavio u filmu kao asistent, hvalio je Cruiseov profesionalizam i indicirao da je većina njegove obitelji znatiželjna vidjeti dovršeni proizvod. U rujnu 2007., kad je Ministarstvo obrane prvotno odbilo dopuštenje za snimanje u Bendlerblocku, podrška filmu došla je od njemačkih novinskih kolumnista i filmaša, uključujući redatelja Wolfganga Petersena i Franka Schirrmachera, novinara i suizdavača Frankfurter Allgemeine Zeitunga. Schirrmacher je posjetio set i složio se kako će film pomoći promoviranju svijesti o njemačkom pokretu otpora. Nakon konačnog izdavanja dozvole za pristup Bendlerblocku nakon pregledavanja scenarija, Ministarstvo obrane je reklo kako je pokazalo da "barbarizam nije trijumfirao nego je doveo do osnivanja demokratske Njemačke." Ursula Caberta, čelnica ureda njemačke vlade za nadzor scijentologije, bila je razočarana odlukom ministarstva, rekavši: "Tom Cruise je čelna figura anti-ustavne organizacije i prema njemu bi se tako trebalo i odnositi."
Glasnogovornica scijentološkog pokreta u Berlinu, Sabine Weber, rekla je u kolovozu 2007. da je bila "šokirana" kritikama njemačkih političara dodavši da je to bio "poziv na diskriminaciju" protiv nekoga koji se temelji na religijskim uvjerenjima. Istog mjeseca, Cruise je poručio svojim kritičarima da pogledaju film prije nego što ga denunciraju. U listopadu 2007., glumac Kenneth Branagh je rekao kako je stvar "velikim dijelom preuveličana" te da njemački dužnosnik koji je pokrenuo prigovore kontaktirao produkciju tjedan dana nakon snimanja kako bi se ispričao nakon što je pročitao scenarij i shvatio kako je pogrešno interpretirao radnju filma.
U studenom 2007., čelnik Memorijalnog centra njemačkog pokreta otpora usprotivio se potencijalnim "mitskim informacijama" u vezi von Stauffenberga koje bi se mogle pojaviti kao rezultat filma, tvrdeći kako svako shavaćanje pukovnika polazi od činjenice da je bio odan nacistima većim dijelom svoje vojne karijere. Istog mjeseca Cruiseu je dodijeljena nagrada za hrabrost Bambi njemačke medijske kompanije Hubert Burda Media, "za obradu priče koje se Hollywood nikad prije nije dotaknuo".

## Marketing
Operacija Valkira zamišljen je kao veliki film koji će omogućiti dobar početak United Artistsa, studija čiji su vlasnici Tom Cruise i Paula Wagner. Pritisak na Valkiru bio je i u tome da se pokaže uspješnijim od ranijeg filma United Artistsa s Cruiseom, Jaganjci i lavovi koji nije ostvario značajniji komercijalni uspjeh, a planirana produkcija Pinkivillea Olivera Stonea je otkazana. Film je nekoliko puta mijenjao datum premijere. Originalno je zakazan za 8. kolovoza 2008., a zatim je pomaknut na 27. lipnja 2008. Nakon toga je zadržan za 3. listopada 2008. kako bi izbjegao konkurenciju WALL-E-a i Tražen, te kako bi se omogućilo kasno snimanje borbene sekvence smještene u Sjevernu Afriku. Datum iz listopada originalno je izabran i kako bi povećao šanse filma za osvajanje nagrada. U travnju 2008., premijera je pomaknuta na 19. veljače 2009., uz navod studija kako je ranojesenski kalendar pretrpan kandidatima za Oscare. Operacija Valkira trebala je iskoristiti unosni vikend u kojem pada Predsjednički dan, nakon što su Vukodlak i Pink Panther 2 pomaknuti na taj datum.
U srpnju 2008., predsjednik inozemnog marketinga United Artistsa Dennis Rice je zamijenjen Michaelom Vollmanom, koji je dobio zadatak da razvije marketinšku strategiju za "problematičnu" Operaciju Valkira, koja je bila "pod stalnom paljbom medija". Vollman je u kolovozu 2008. promijenio datum premijere s veljače 2009. na 26. prosinca 2008. uz navođenje komercijalnih razloga nakon uspješnog testnog prikazivanja. (Film je na kraju objavljen 25. prosinca 2008.). Datum premijere bio je prije kraja prosinca, što je bio "ključni" razlog za sporazum za domaću distribuciju s kabelskim programom Showtime. U kolovozu Paula Wagner je dala ostavku na svoju poziciju u studiju tijekom post-produkcije filma. Mijenjanje datuma premijere filma izazvalo je kritike o sposobnosti United Artistsa, a studio se borio s kritikama sve do same premijere. Osim toga, prvi foršpan, objavljen početkom 2008., dočekan je s "podijeljenim očekivanjima" zbog Cruiseova portretiranja von Stauffenberga s američkim naglaskom. Variety je opisao foršpan kao "ozbiljan i ... kao da prodaje govorni kazališni komad s postavom britanskih glumaca". Slike Toma Cruisea kao pukovnika Clausa von Stauffenberga koje su se pojavile tijekom snimanja bile su naširoko ismijavane. Terry Press, marketinški konzultant studija, rekao je kako je Operacija Valkira pogrešno etiketiran kao "film s Tomom Cruiseom koji nosi povez za oko".
Kako se prosinačka premijera približavala, United Artists je lansirao kampanju kojom se trebala izmijeniti javna percepcija filma, uz manje naglaska na ulogu Toma Cruisea kao njemačkog ratnog junaka, a više na Valkiru kao "napeti triler s naglaskom na junaka". Nova kampanja oslonila se i na reputaciju redatelja Bryana Singera, koji je režirao trilere Privedite osumnjičene (1995.) i Savršeni učenik (1998.). Terry Press je predložio da se izbjegne kampanja za nagrade; Cruise se složio s konzultantom, dok je Singer bio razočaran tom odlukom. Umjesto toga, studio se fokusirao na privlačenje publike u oštroj konkurenciji na kraju prosinca. United Artists je u listopadu 2008. otkrio novi foršpan i poster kako bi obnovio zanimanje za Valkiru među publikom. Poster je dizajniran kako bi imao raskošnu grafiku i oponašao postere ratnih filmova kao što su Veliki bijeg (1963.) i Dvanaestorica žigosanih (1967.) u smislu prikaza ekipe kao središnjeg vizualnog motiva. Element ekipe temeljen je na tržišnom istraživanju studijske fokus grupe koja je indicirala kako bi joj se svidjela ideja o Cruiseu kao "liku koji predvodi grupu ljudi prema rješavanju problema". Novi foršpan istaknuo je akciju, a mnogi ga smatraju poboljšanjem u odnosu na prvi foršpan. Interni dopis iz MGM-a izvijestio je kako je novi foršpan dočekan "puno povoljnije" od strane internetskih zajednica nego prethodni. Studio je tražio dvije demografske skupine: muškarce preko 35 godina kao i one mlađe. Kako je United Artists izvijestio kako je film stajao 75 milijuna dolara za snimanje i da je 60 milijuna dolara potrešno na marketing, studio se sučio s financijskim rizicima. Film je i testirao odlučnost svog distributera Metro-Goldwyn-Mayera i status Cruisea kao superzvijezde.

## Premijera

### Kino distribucija
Prije premijere Operacije Valkira u prosincu 2008., rasla je zabrinutost o tome kako će film biti dočekan u sezoni praznika zbog nacističke tematike, zajedno s povezanim filmovima Dječak u pidžami na pruge, Žena kojoj sam čitao, Prkos i Good. Advertising Age je napisao tijekom ekonomske krize 2008., "Depresivno stanje ekonomije i alarmantno niska razina shvaćanja holokausta među američkom mladeži upućuju na težak put takvog ozbiljnog ostvarenja".
Operacija Valkira počela se prikazivati na Božić 2008. u 2711 kina u Sjedinjenim Državama i Kanadi. Film je prvog dana prikazivanja zaradio 8,5 milijuna dolara. U četverdodnevnom blagdanskom vikendu, film je ostvario prihod od 30 milijuna dolara, čime se smjestio na četvrtu poziciju po zaradi uz prosjek od 7,942 dolara po kinu. Pamela McClintock iz Varietyja je opisala vikend profit kao "trijumf United Artistsa i MGM-a". Istraživanje studija je pokazalo kako su 55 posto publike činili muškarci, dok je njih 66 posto bilo starije od 25 godina. Paul Dergarabedian, predsjednik box office istraživača Media By Numbers, rekao je kako je vikend zarada "potpuno pobila zle glasine", vjerujući kako je Cruiseova komična izvedba u Tropskoj grmljavini pomogla da publika ponovno prigrli zvijezdu. Dergarabedian je zaradu bolju od očekivanja pripisao i studijskoj marketinškoj kampanji filma kao trilera.
Europska premijera održana je na Potsdamer Platzu u Berlinu 20. siječnja 2009. Operacija Valkira počela se komercijalno prikazivati na inozemnim područjima za vikend 23. siječnja 2009., uključujući premijeru u Njemačkoj 22. siječnja. Film je zauzeo prvu poziciju na inozemnim kino blagajnama, zaradivši preko 13 milijuna dolara. Bio je prvi u Njemačkoj, Australiji i Nizozemskoj, te drugi u Ujedinjenom Kraljevstvu, Austriji i Južnoj Koreji. Operacija Valkira najveću je zaradu ostvarila na teritoriju Njemačke, gdje je zaradila 3,7 milijuna dolara na 689 lokacija, u prosjeku 5311 dolara po prikazivanju. Njemačko prikazivanje smatralo se "najboljim, ali ipak nespektakularnim", a jedva je nadmašilo Sumrak, koji se počeo prikazivati tri tjedna ranije. BBC News je izvijestio da je premijera filma obnovila temu njemačkog pokreta otpora među njemačkim stanovništvom.
Film se počeo prikazivati na još 13 teritorija na vikend 30. siječnja, uključujući Rusiju i Španjolsku. S 3600 prikazivanja na 26 tržišta, film je zaradio 18,6 milijuna dolara i tako zadržao prvu poziciju na međunarodnim kino blagajnama drugi tjedan za redom. Španjolska se pokazala najuspješnijim teritorijem s 2,8 milijuna dolara, a pratile su je Njemačka s 2,3 milijuna, Ujedinjeno Kraljevstvo s 2 milijuna, te Italija s 1,9 milijuna dolara. Prema podacima od 3. veljače 2009., film je zaradio 82,631,416 dolara u Sjedinjenim Državama i Kanadu te 93,200,000 dolara na drugim teritorijima uz ukupnu svjetsku zaradu od 175,831,416 dolara.

### Anti-scijentološki protesti
Kad je Operacija Valkira 15. prosinca 2008. premijerno prikazana u New Yorku, prikazana je u privatnoj projekcijskoj dvorani u Time Warner Centeru, a ne u Lincoln Square kazalištu. Dvorana je izabrana djelomično zato kako bi se na minimum sveli prosvjednici protiv scijentologije okupljeni ispred Time Warner Centera. Prosvjednici su se okupili i 18. prosinca na premijeri u Los Angelesu, gdje je Cruise ušao kroz tunel. Dok je u SAD-u crveni tepih održan u privatnosti, Cruise je u Europi i Južnoj Koreji bio u kontaktu s obožavateljima. Na premijeri u Berlinu je održan mali anti-scijentološki prosvjed, gdje je Cruise potpisao masku O za osvetu jednog od prosvjednika. Anti-scijentološki prosvjedi održani su i u Londonu i Amsterdamu gdje su scijentolozi izazivali prosvjednike. U izvještaju NTV-a o moskovskoj premijeri 26. siječnja naglašava se kako su novinari morali potpisati dokument kojim obećavaju kako neće postavljati pitanja o scijentlogiji te da će njihova pitanja biti cenzurirana; novinar je primijetio, "Ne možete a da se ne podsjetite na ona povijesna vremena prikazana u Operaciji Valkira."
U Njemačkoj, dužnosnici i političari su izrazili zabrinutost da bi uspjeh filma mogao potaknuti popularnost scijentologije u zemlji. Njemački političar Michael Brand ohrabrio je svoje zastupnike da bojkotiraju film, rekavši kako scijentologija ostvaruje "totalitarne ciljeve". Njemačka Agencija za zaštitu ustava (BfV), koja nadzire prisutnost scijentologije u zemlji, izrazila je zabrinutost o utjecaju filma. Anonimnmi dužnosnik BfV-a je rekao, "Ovi scijentolozi u Njemačkoj imaju dva cilja... prenijeti svoju poruku djeci i učiniti svoju organizaciju respektabilnom. Film čini oboje: stavio je scijentologije u središte nacionalne debate oko njemačke povijesti."

## Kritike
Rotten Tomatoes je izvijestio kako je 59 posto kritičara ocijenilo film pozitivno na temelju uzorka od 170 recenzija, uz prosječnu ocjenu 6.0/10. Na Metacriticu je rezultat 56 od 100 na osnovi 36 recenzija najpoznatijih kritičara. U Sjedinjenim Državama, film je naišao na podijeljene reakcije kritičara. U Njemačkoj su se javili različiti izvještaji o tome kako je Operacija Valkira dočekana. The New York Times je napisao, "U Njemačkoj, gdje je gledan sa sumnjom, dočekan je gostoljubivim reakcijama." Variety je izvijestio da unatoč kontroverzama oko Cruiseovih veza sa scijentologijom, "Prvotne recenzije su bile pozitivne, s tim da su mnogi gledatelji sada hvalili Cruisea i predviđali da će film poboljšati imidž zemlje u inozemstvu." Der Spiegel je rekao kako su film i njegovi sporedni glumci hvaljeni, ali da je Cruise pokopan od strane njemačkih kritičara zbog "iznenađujuće slabe izvedbe koja ne uspijeva prenijeti karizmu kojom je von Stauffenberg inspirirao ostale urotnike". AFP je također napisao kako su njemački kritičari "sasjekli portret Toma Cruisea" von Stauffenberga, ali se ipak "oduševili činjenicom da je nacionalni junak postao tema u Hollywoodu".

### Američki kritičari
Manohla Dargis iz The New York Timesa bila je mišljenja kako je Cruise odigrao "dobru, tipično energetičnu izvedbu u filmu koji od njega zahtijeva ništa više od profila i vitalnosti", ali da je von Stauffenberg bio prekompleksan lik da bi ga se adekvatno portretiralo u filmu dizajniranom u obliku trilera. Dargis je komentirala i redateljevu neumjerenost: "Iako staromodne filmske navike g. Singera, njegova naklonjenost ispoliranosti, svjetlucavosti i glamuru slike mogu biti ugodne, on teži tome da pozlati svaki ljiljan", navevši kao primjer "jezovitu glazbu" i "niske kutove kamere" na sastanku između Hitlera i von Stauffenberga. Roger Ebert iz Chicago Sun-Timesa također je smatrao Cruisea "savršeno zadovoljavajućim, ako ne naelektriziranim u glavnoj ulozi" uz komentar kako portret odgovara "veteranu časniku" koji ne bi paničario pod paljbom; Ebert kaže kako "Singer... junački radi kako bi nas upoznao s glavnim figurama urote, kako bi ih odvojio, objasnio njihove uloge i sugerirao njihove razlike."
Ty Burr iz Boston Globea opisao je film ovako: "To je glatki, zaokruženi, gotovo napeti... i djelomice šupalj hollywoodski povijesni uradak - akcijska drama o Drugom svjetskom ratu u kojoj je intrigantna (ali ne naelektrizirana) glavna izvedba poduprta zvjezdanom podrškom." Burr je analizirao Cruiseovu izvedbu: "... njegov Claus von Stauffenberg je časna koncepcija koja je na kraju previše tanka kako bi se uzdignula sa stranica povijesti. Ova priča zaslužuje da bude ispričana, ali zbog razloga najbolje poznatih njemu samom, zvijezdi koja se oslonila na čisto ničeansku interpretaciju koju goni ravno na dno." Claudia Puig iz USA Today smatrala je Cruisea "neuvjerljivim i ukočenim kao razočaravajući" von Stauffenberg. Smatrala je da film počinje sporo te da "čak tijekom scena intenzivne akcije, vizualno glatka produkcija je jako nezanimljiva". Zaključila je opisom općeg tempa filma: "Akcija postaje zanimljivija tijekom druge polovice filma, ali čovjek očekuje više dubine i iznijansiranosti s obzirom na pozadinu priče. Anthony Lane iz The New Yorkera je napisao: "Cruise nosi film, iako jednom kad zagrebete ispod uniforme, nema puno toga na što se možete osloniti, fascinacija von Stauffenbergom dominira u onom što je napravio, ne u onom što je bio." Lane je smatrao kako je bilo "previše" karakterne glume britanskih glumaca veterana: "Ovi ljudi trebali bi biti čvrsti nacistički časnici, ali ono što mi dobivamo je niz diskretno ugodnih studija blagih neuroza."
Todd McCarthy iz Varietyja napisao je da Operacija Valkira "posjeduje vizualnu raskoš, ali da je hladan uradak kojem nedostaje nužne tenzije i napetosti". McCarthy je Cruisea ocijenio "pomalo ukočenim, ali ipak zadovoljavajućim" u ulozi von Stauffenberga. Kritičar je smatrao da je McQuarriejev scenarij dobro istesan, ali i kako je zbijanje i nizanje događaja kronološkim redom kako bi se propaloj uroti dodalo napetosti rezultiralo manjkom "jačine dijaloga i individualnosti likova". McCarthyju nedostaju "mnoge zanimljive osobne i političke nijanse koje se odnose na te ljude" koji nisu detaljizirani. Napisao je kako se produkcijski dizajn Lilly Kilvert i Patricka Lumba istaknuo, da je fotografija Newtona Thomasa Sigela "zadržala eleganciju", te da se John Ottman dobro snašao u svojoj dvostrukoj ulozi montažera i skladatelja.

### Njemački kritičari
Unatoč razlikama u mišljenju o kvaliteti filma, kritičari su se složili da je film privukao pozornost na von Stauffenbergovo djelo. Zato su padale pohvale u stilu "kao povijesna lekcija i film". Tobias Kriebe iz Sueddeutsche Zeitunga opisao je film kao "možda ne remek-djelo o kojem smo možda sanjali ... ali ne puno manje", što je ocjena koju su dijelili mnogi njemački kritičari. Njemačka javna televizija ZDF nazvala je Operaciju Valkira "ni skandalozno lošom niti događajem stoljeća... Ne radi se o akcijskom trileru kojeg smo se bojali, ali je dobro snimljen i ozbiljan film". Novine Kölner Stadt-Anzeiger izvijestile su kako se svaki strah da bi "mit o njemačkom otporu mogao proći kroz hollywoodski filter rasplinuo kao predrasuda."
Drugi kritičari zamjerili su što Tom Cruise nije "bio na razini" u ulozi njemačkog ratnog junaka. Filmski kritičar Der Tagespiegela je napisao: "Cruiseova slika kao glumca konačno je uništena Operacijom Valkira... film se ne usuđuje biti zabava za mase, a u isto vrijeme mu nedostaje bilo kakve konceptualne briljantnosti." Hans-Georg Rodek iz Die Welta komentirao je Cruiseovu izvedbu riječima, "Dođe ovamo kao američki junak, netko tko se bori za poštovanje s agresijom i energijom. Ali von Stauffenberg je bio njemački junak, s aristokratskim držanjem, a Cruise to ne može iznijeti." Frankfurter Allgemeine Sonntagszeitung kaže kako je Cruiseova izvedba bila "vjerodostojna", a zaslužuje pohvalu za autentičnost sinkronizirane verzije na njemačkom jeziku.

## Povijesna točnost
Gestapo je detaljno istraživao Srpanjsku urotu pa su producenti imali pristup većini dokumentacije dok su pri produkciji Valkire povezivali povijesne podatke s "hollywoodskim faktorima". Peter Hoffman, profesor povijesti na Sveučilištu McGill i vodeći autoritet po pitanju njemačkog pokreta otpora, konzultirao se s producentima. Hoffman je komentirao točnost filma: "Operacija Valkira daje fundamentalno točan portret von Stauffenberga i ostalih urotnika. Postoji nekoliko detalja za koje se može reći kako se radi o slobodama. Ali, gledajući u cjelini, film je pristojan, respektabilan i predstavlja duh urote." I The Scotsman se osvrnuo na povijesnu utemeljenost filma: "Operacija Valkira... se drži priče o propaloj uroti protiv nacističkog režima... Implicira da je urota došla bliže uspjehu nego što doista jest. Ali osnovne činjenice su prisutne i točne."
Iako von Stauffenberg u filmu sluša "Ride of the Valkyries" Richarda Wagnera, u stvarnosti pukovnik je mrzio Wagnera. Osim toga, i von Stauffenbergov stariji brat Berthold je izostavljen iz filma. Bryan Singer je namjerno izostavio neke von Stauffenbergove "mačo" trenutke dok je pisao lik, kao što je pukovnikovo odbijanje morfija kako bi izbjegao ovisnost. Redatelj je objasnio taj potez: "Bilo je stvari koje sam izostavio jer sam znao kako će ljudi pomisliti da ih izmišljamo... zamislite Toma Cruisea kako kaže 'Bez morfija!' Ljudi bi pomislili kako se radi o izmišljotini." U filmu, von Haeften istupa pred von Stauffenberga ispred streljačkog voda, ali kad su producenti pokušali rekonstruirati scenu temeljenu na svjedočenjima i fotografijama, otkrili su kako bi pucnji koji su ubili von Haeftena ubili i von Stauffenberga, koji je zapravo ubijen ubrzo nakon toga. Još jedna promjena bila je uloga Carla Friedricha Goerdelera, kojeg je u filmu utjelovio Kevin McNally. Goerdeler je prema scenariju negativac, a u dramskom smislu je predstavljao poteškoće i sukobe unutar urote, iako su producenti smatrali kako je u stvarnom životu bio "puno moralnija ličnost".
Britanski romanopisac Justin Cartwright, autor knjige The Song Before It Is Sung o jednom od urotnika, napisao je: "Film se drži većine činjenica urote, ali ne uspijeva prenijeti katastrofalni moral i politički vihor u koje su Nijemci bili uvučeni." Iako to nije prikazano u filmu, von Stauffenberga je u urotu nagovorio njegov ujak, Niklaus Graf von Üxküll, koji se razočarao nacistima. Film nije ni istražio von Stauffenbergovu filozofiju i pozadinu, za koje Cartwright smatra kako se uklapaju u njemačku tradiciju Dichter und Helden ("pjesnici i junaci"). Cartwright je opisao kako von Stauffenberg nije bio adekvatan vođa urote. "On je bio čovjek koji je nepogrešivo nosio pokrov gotovo mistične njemačke prošlosti, ratničke Njemačke, plemenite Njemačke, pjesničke Njemačke, Njemačke iz mita i čežnje." Romanopisac je ocijenio Cruiseovu izvedbu kao bližu "izmučenom policajcu". Cartwright je dodao kako film nije postavio pitanje kakvu je Njemačku von Stauffenberg zamislio da je urota uspjela.

## Vanjske poveznice
- Službena stranica  Arhivirana inačica izvorne stranice od 1. prosinca 2008. (Wayback Machine)
- Operacija Valkira u internetskoj bazi filmova IMDb-a
- Operacija Valkira na Box Office Mojo
- Operacija Valkira na Rotten Tomatoes